# Петракова, Людмила Дмитриевна
Людмила Дмитриевна Петракова (в замужестве Фадеева) (5 июня 1936, Ульяновск — 29 ноября 2016, там же) — девочка, которой отец написал письмо с фронта во время Великой Отечественной войны. Это письмо впоследствии стало хрестоматийным. Девочке Миле в 1980 году возвели памятник в Волгограде.
В 1957 году Людмила Петракова закончила Ленинградский институт водного транспорта. После окончания института устроилась работать в Ульяновский речной порт, где проработала около года. Всю жизнь трудилась в институте ГПИ-10. В 1961 году вышла замуж за Михаила Фадеева, а спустя почти год у них родилась дочь Наталья. В 1991 году Людмила Петракова-Фадеева ушла на пенсию. Умерла 29 ноября 2016 года в Ульяновске на 81 году жизни, после продолжительной болезни.

## Письмо
Письмо политрука Дмитрия Петракова дочери Миле (18.09.1942):
«Моя черноглазая Мила! Посылаю тебе василёк. Представь себе: идёт бой, рвутся вражеские снаряды, кругом воронки, и здесь же растёт цветок. И вдруг ещё один взрыв, василёк сорван. Я поднял его и положил в карман гимнастёрки. Цветок рос, тянулся к солнцу, но его сорвало взрывной волной… Мила! Папа Дима будет биться с фашистами до последней капли крови, до последнего вздоха, чтобы фашисты не поступили с тобой так, как с этим цветком. Что тебе непонятно, мама объяснит».
Это письмо комиссар Дмитрий Адрианович Петраков написал в 1942 году — в промежутке между сражениями под Сталинградом. Комиссар Петраков погиб 11 сентября 1943 года во время наступления на посёлок Бытошь. Сейчас посёлок Бытошь находится на территории Дятьковского района Брянской области. Похоронен герой в д. Смолигово Дятьковского района Брянской области. За мужество и героизм в сталинградских боях был награждён орденом Красной Звезды и медалью «За оборону Сталинграда». Письмо и другие документы Дмитрия Петракова семья Людмилы передала в музей в Минске.

## Памятник
Памятник девочке Миле с васильком в руке был изваян в 1970-х из гипса и покрыт позолотой. 3 мая 1980 года, к официальному открытию мемориала «Солдатское поле», скульптура обрела бронзовую обшивку. У её ног — камень треугольной формы, символизирующий солдатское письмо, на котором высечены строки письма комиссара Петракова: «Моя черноглазая Мила…». Зимой 2014 года вандал свалил памятник и ободрал с него покрытие, собираясь сдать бронзу как цветной металл. Скульптуру невозможно было восстановить, поэтому пришлось отливать точную копию работы волгоградского скульптора Алексея Криволапова. Это стало возможным благодаря сохранённой вдовой скульптора гипсовой копии. 30 апреля 2014 года памятник полностью отлили в бронзе и вернули на место.